# اسکات کری
اسکات کری (انگلیسی: Scott Curry؛ زادهٔ ۱۷ مهٔ ۱۹۸۸) بازیکن راگبی ۷ نفره اهل نیوزیلند است.
وی در مسابقات کشوری و بین‌المللی در مجموع برندهٔ ۲ مدال طلا، ۲ مدال نقره شده‌است.